# Ильин, Даниил Александрович
Даниил Александрович Ильин (род. 17 июня 1995, Пенза) — российский хоккеист, нападающий. Мастер спорта России (2017).

## Биография
Начинал играть в пензенском «Дизеле», затем — в «Нефтянике» Альметьевск. С 2010 года — в системе нижегородского «Торпедо». С сезона 2011/12 — игрок команды МХЛ «Чайка». С сезона 2014/15 также стал выступать в ВХЛ за «Саров». 24 февраля 2015 года дебютировал в КХЛ, проведя единственную игру в сезоне в лиге. В конце апреля 2017 года продлил контракт с «Торпедо», но перед сезоном 2017/18 добился обмена в «Югру». 27 декабря вернулся в «Торпедо». До конца сезона играл в «Сарове», затем стал выступать в КХЛ. 8 декабря 2020 года был обменян в «Трактор». По окончании сезона покинул клуб, а 27 мая заключил однолетний контракт с «Сочи». 25 октября 2021 года, после пяти проведённых матчей, расторг соглашение по взаимному согласию и вскоре перешёл в «Адмирал». Сезон 2022/23 начал в ВХЛ. Сначала провёл два матча за «Нефтяник» Альметьевск, затем — пять игр за «Дизель». 27 октября подписал контракт с «Витязем», за который провёл в КХЛ 8 матчей. 19 декабря соглашение было расторгнуто. До конца сезона провёл два матча за «Рязань-ВДВ», затем играл за «Дизель». С сезона 2023/24 — в «Металлурге» Новокузнецк.
Обладатель Кубка Харламова МХЛ (2015). Победитель хоккейного турнира Универсиады (2017).